# جوني باريديس
جوني باريديس (بالإسبانية: Johnny Paredes)‏ هو لاعب كرة قاعدة فنزويلي، ولد في 2 سبتمبر 1962 في ماراكايبو في فنزويلا.

## وصلات خارجية
- جوني باريديس على موقع دوري كرة القاعدة الرئيسي (الإنجليزية)
- جوني باريديس على موقع الدوري الياباني لكرة القاعدة (الإنجليزية)
- جوني باريديس على موقعبيزبول رفرنس.كوم (الدوري الرئيسي) (الإنجليزية)
- جوني باريديس على موقعبيزبول رفرنس.كوم (الدوري الثانوي) (الإنجليزية)
- جوني باريديس على موقع إي إس بي إن.كوم (أم.أل.بي) (الإنجليزية)
- جوني باريديس على موقع مشجعي الرسوم البيانية (الإنجليزية)